# ISO 3166-2:GU
Kódy ISO 3166-2 pro Guam neidentifikují žádné regiony (stav v roce 2015).